# Walderdorffer Hof (Limburg an der Lahn)

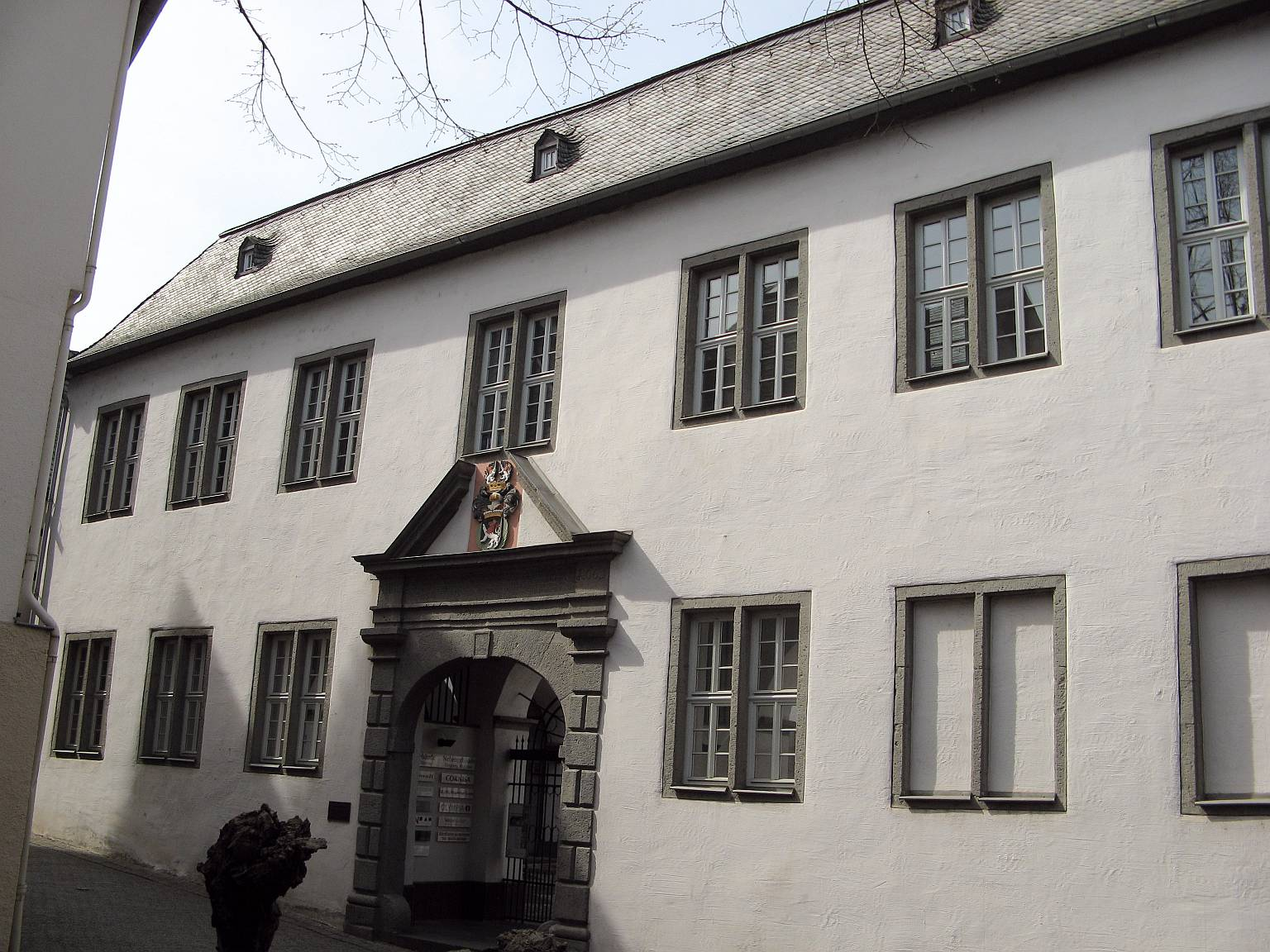
Ansicht von der Fahrgasse

Der Walderdorffer Hof ist eine große, denkmalgeschützte Hofanlage in der Altstadt von Limburg an der Lahn.

## Vorgängerbau und Besitzgeschichte

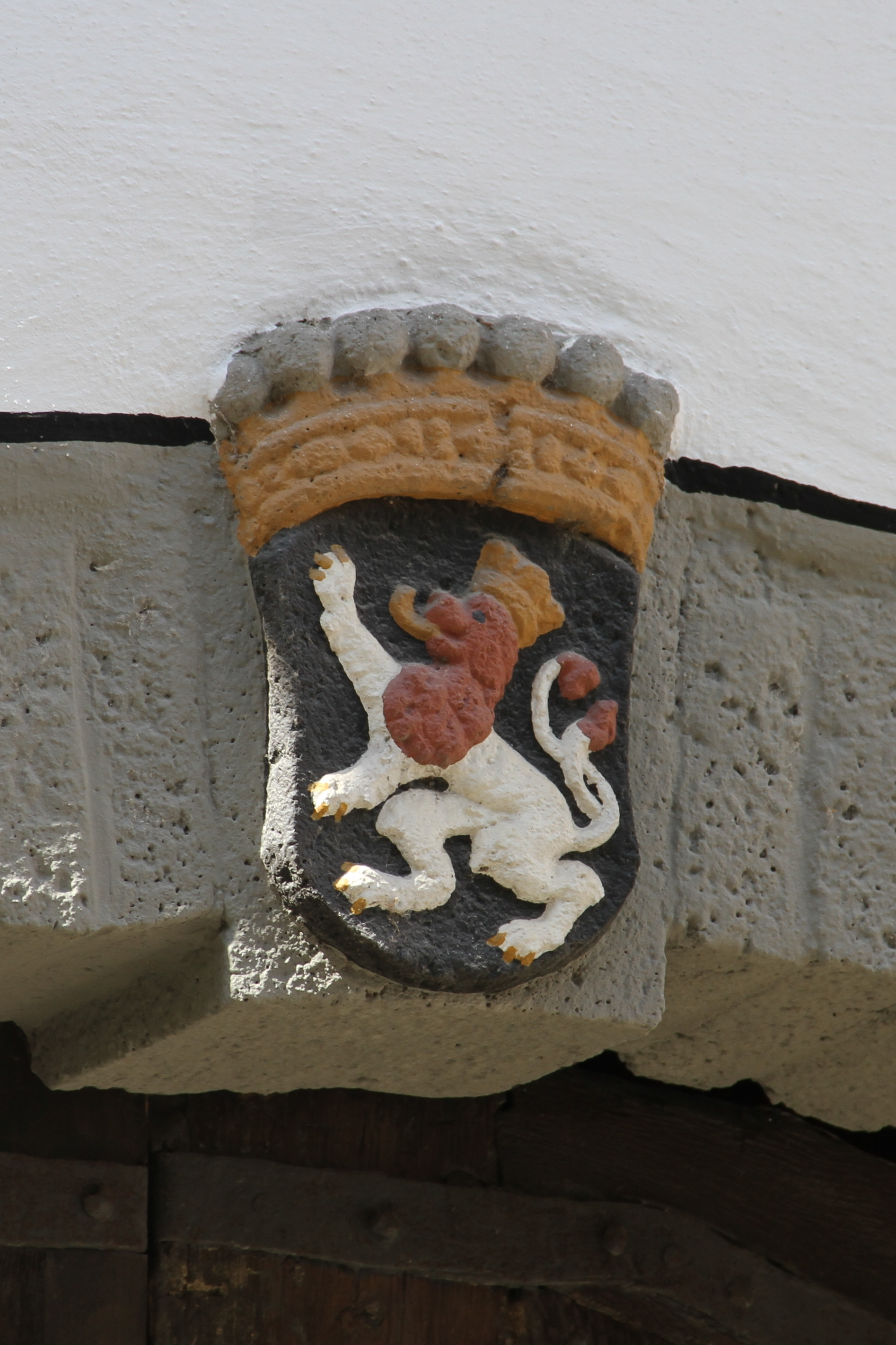
Wappen der Walderdorffer am Tor des Wirtschaftshofs

Auf dem Grundstück an der heutigen Fahrgasse 5 befand sich eine mittelalterliche Anlage, die 1435 erstmals erwähnt wurde. Zunächst Eigentum von Otto Eschenauer, war sie später Besitz der Ruppels von Heringen, bevor sie schließlich an die Grafen zu Diez fiel. 
Als Eva von Diez um 1540 Philipp von Walderdorff (1507–1556) heiratete, gelangten Anlage und Grundstück in den Besitz des Hauses Walderdorff. Die bis heute erhaltene Hofanlage wurde in den Jahren von 1665 bis 1668 unter Wilderich von Walderdorff, später Erzbischof von Wien, und seinem Bruder Johann Philipp von Walderdorff (1620–1689), Domherr in Speyer und Trier (nicht zu verwechseln mit dem späteren Trierer Fürstbischof gleichen Namens) erbaut. Sie erwarben einige südwestlich liegende Grundstücke und erweiterten damit die Anlage erheblich, der spätmittelalterliche Wohnturm und Teile des Kellers wurden dabei in den Neubau integriert. Der Hof diente hauptsächlich als Verwaltungssitz für die umfangreichen Ländereien und Immobilien der Walderdorffer in Limburg und Diez. Hauptwohnsitz der Familie war der Walderdorffer Hof in Mainz.
Als im 19. Jahrhundert erstmals die Pallottiner nach Deutschland kamen, ließen sie sich zunächst im Walderdorffer Hof nieder. Nach dem über die Jahre zunehmenden Verfall, wurde ein Teil der Anlage erstmals 1959 saniert. Nach dem Verkauf durch die Grafen von Walderdorff im Jahr 1989 wurde der Komplex vom neuen Eigentümer, dem Unternehmer Reinhard Ernst, grundlegend saniert und modernisiert. Heute dient die Anlage, die der Reinhard & Sonja Ernst-Stiftung gehört, als Wohn- und Geschäftshaus. Für die denkmalgerechte Sanierung des bedeutenden Ensembles wurde das Ehepaar Ernst 2015 mit dem Großen Denkmalpreis der Stiftung der Deutschen Burgenvereinigung ausgezeichnet.

## Bau und Architektur

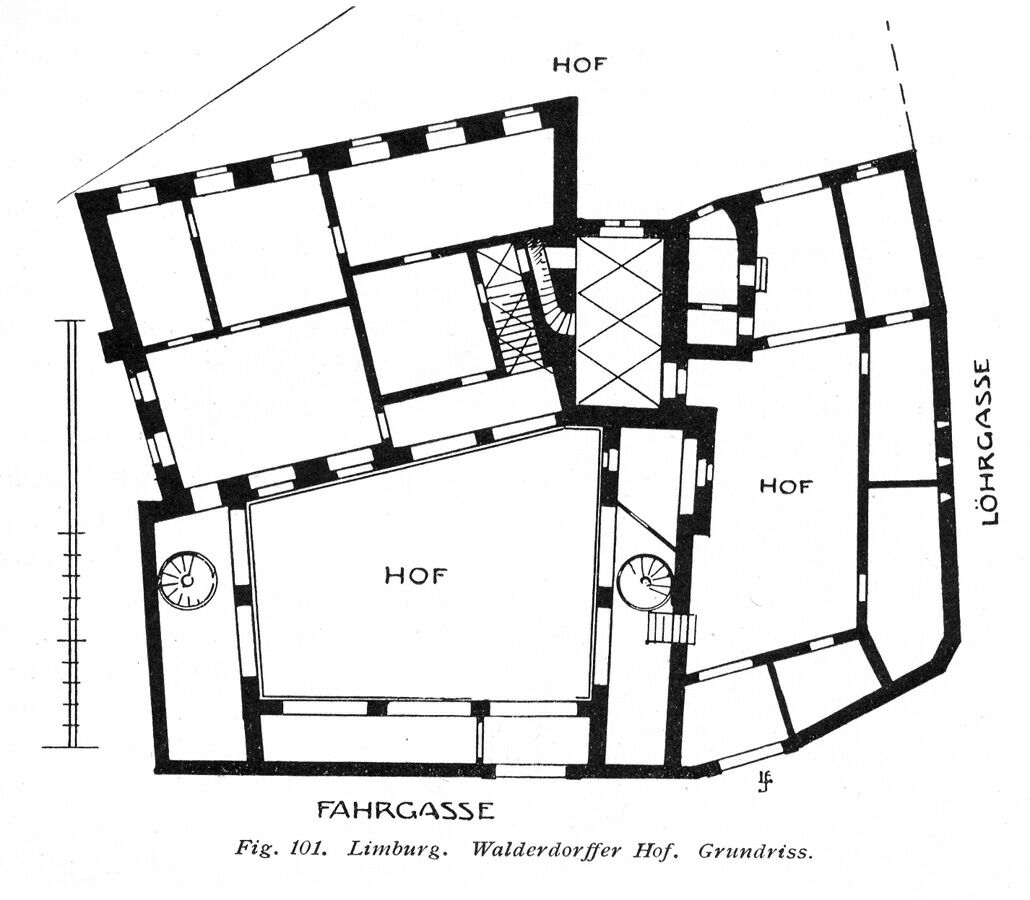
Grundriss der Hofanlage

Die Bauplanung übernahm der Italiener Antonio Rigi, der in Mainz als Festungsbaumeister tätig war. Die Bauaufsicht lag in den Händen Bartolomeo Banizos, die Bauausführung schließlich übernahmen der Steinmetzmeister Giovanni Angelo Barella sowie der Limburger Maurermeister Johann Maus. Die italienischen Bauleute waren schon 1660 am Bau des Walderdorffer Hofs in Mainz beteiligt.
Architektonisch steht der Hof an der Wende von Spätrenaissance zu Frühbarock. Um einen Binnenhof mit offenen Arkaden sind vier Flügel angeordnet, der Wirtschaftshof schließt sich an der Nordseite an. Beide Höfe – letzterer mit Stallungen und Scheunen – sind jeweils durch ein großes Portal von der Fahrgasse aus zu erreichen. Die Inschrift auf dem repräsentativen Tor zum Wohnhof lautet übersetzt:

„Dieses Haus, das durch die Unbill und Ungunst der Zeiten sowie der Kriege einzustürzen drohte, haben Urgroßvater, Großvater, Vater und Kinder bewohnt. Damit es die Brüder und Neffen wieder bewohnen können, hat es Herr Wilderich Freiherr von Walderdorff, der Heiligen Kaiserlichen Majestät Hofrat, des Heiligen Römischen Reiches Vizekanzler, der erzbischöflichen Kirche zu Mainz sowie der Bischofkathedralen zu Würzburg und Speyer Propst bzw. Kapitularkanoniker, auf eigene Kosten von Grund auf neu errichten lassen. Die Arbeit und Bauleitung übernahm Herr Johann Philipp, Archidiakon von Sankt Lubentius in Dietkirchen, Herr auf Isenburg und Molsberg.“

Die Baukosten beliefen sich insgesamt auf 13.575 Gulden sowie 166,5 Malter Getreide, was eine beträchtliche Summe darstellt.

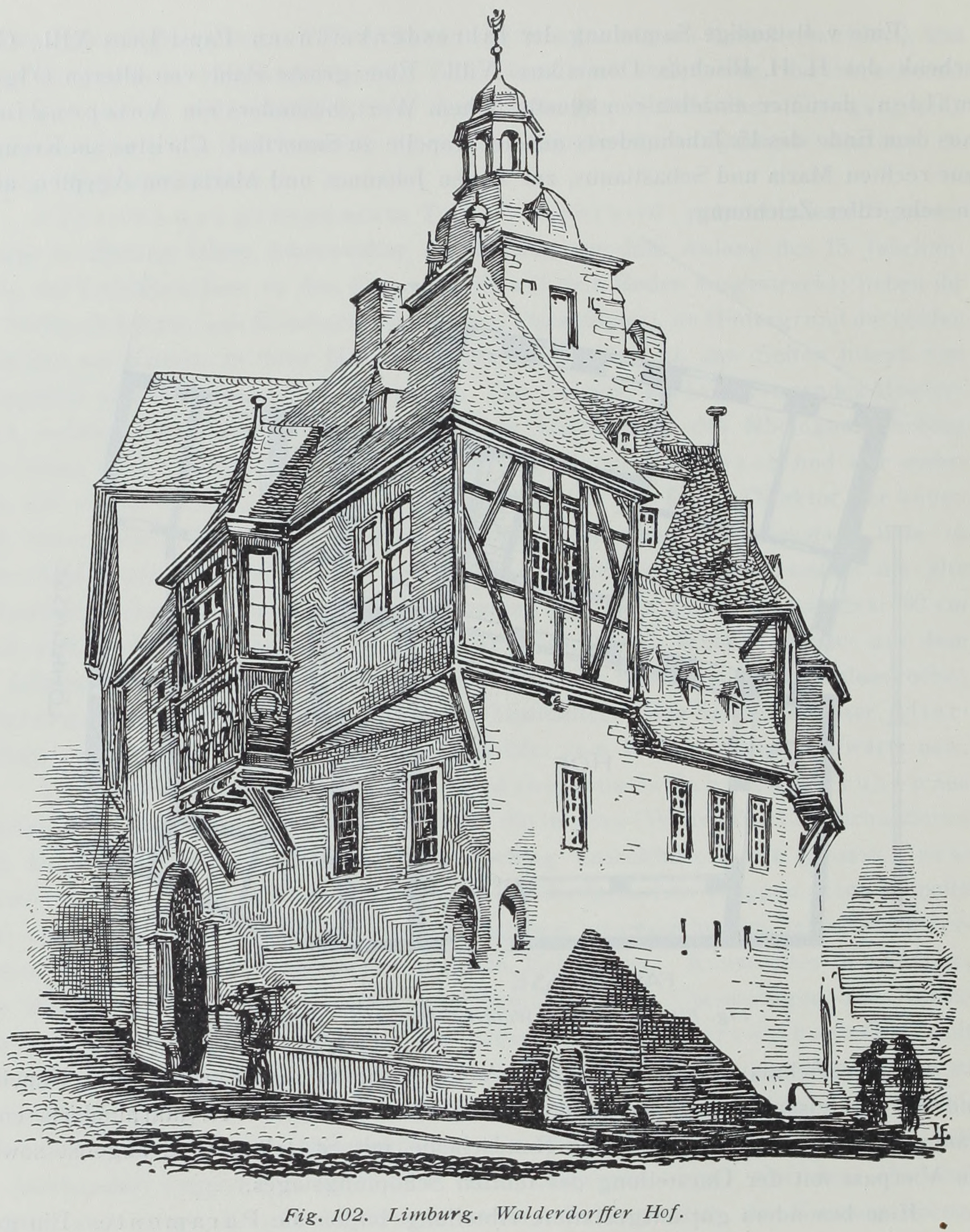
Darstellung von 1907
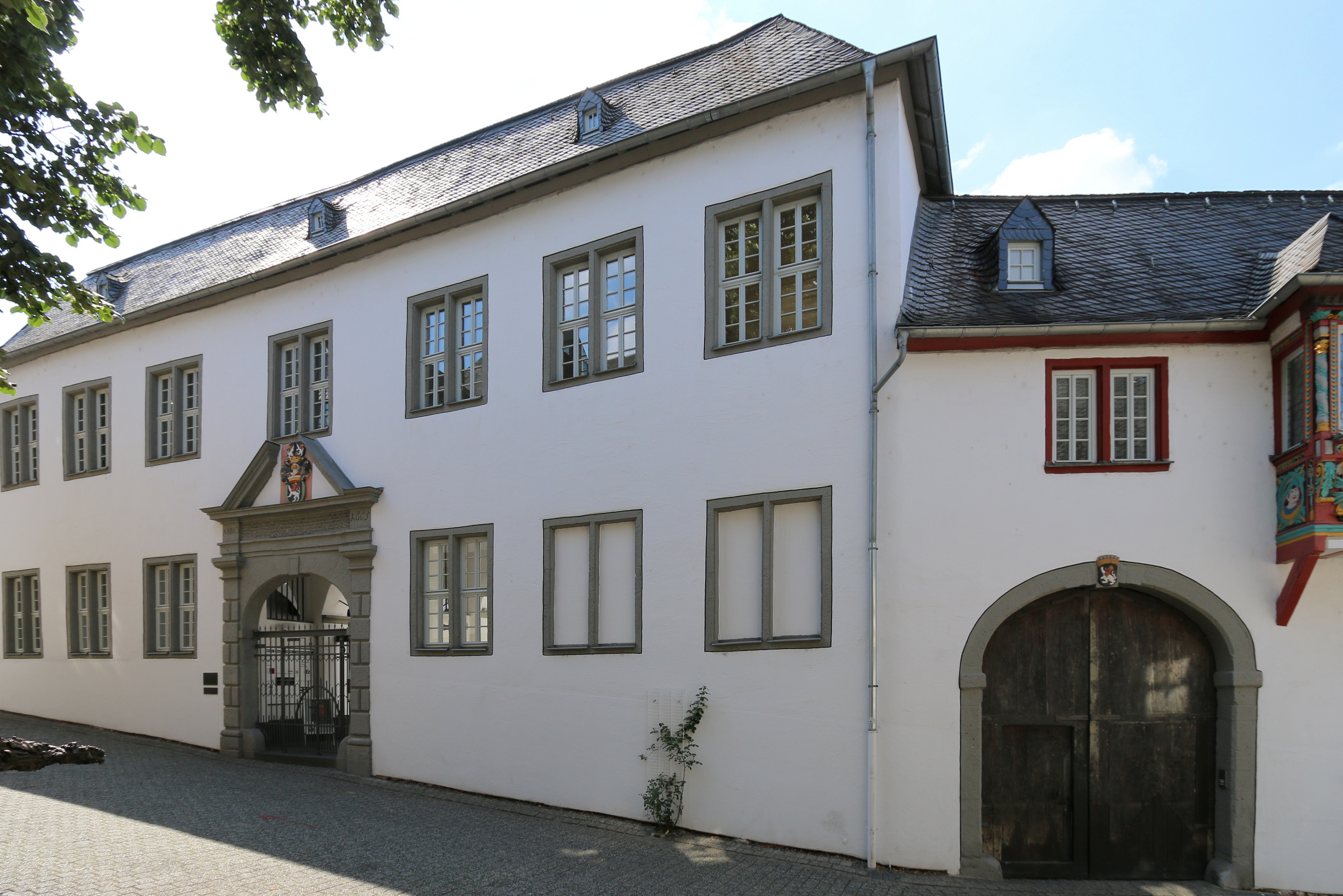
Fahrgasse 5
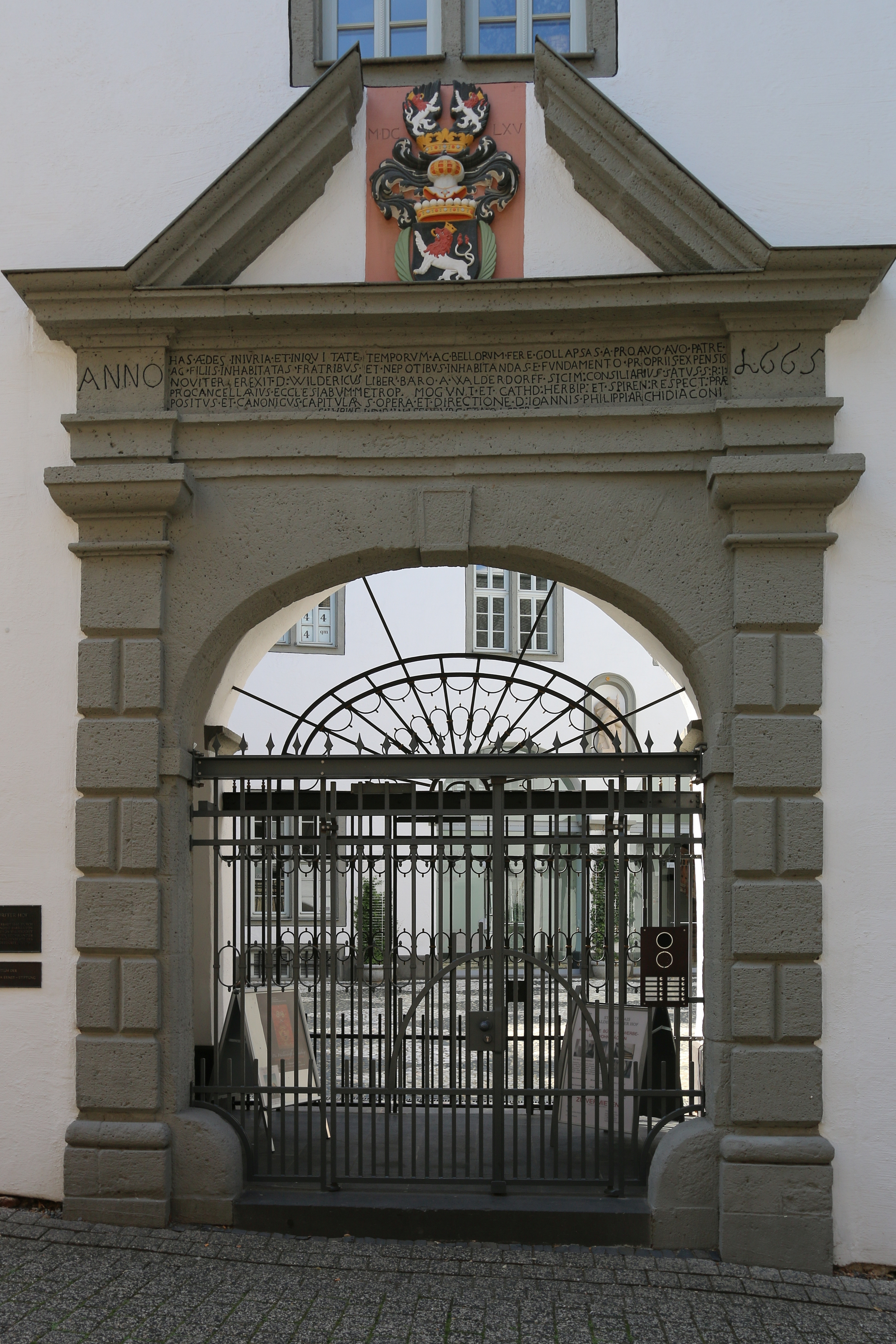
Portal
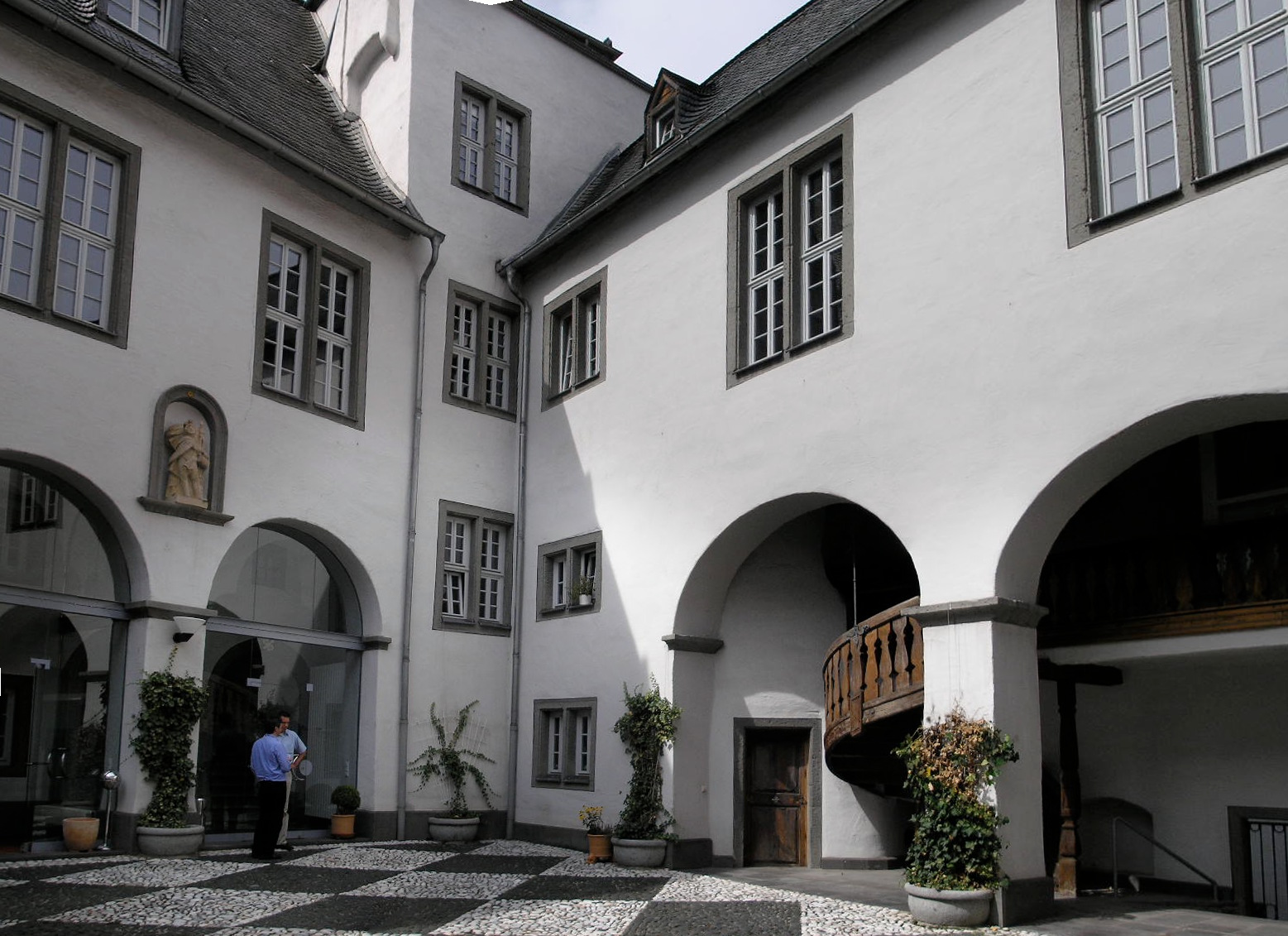
Hof
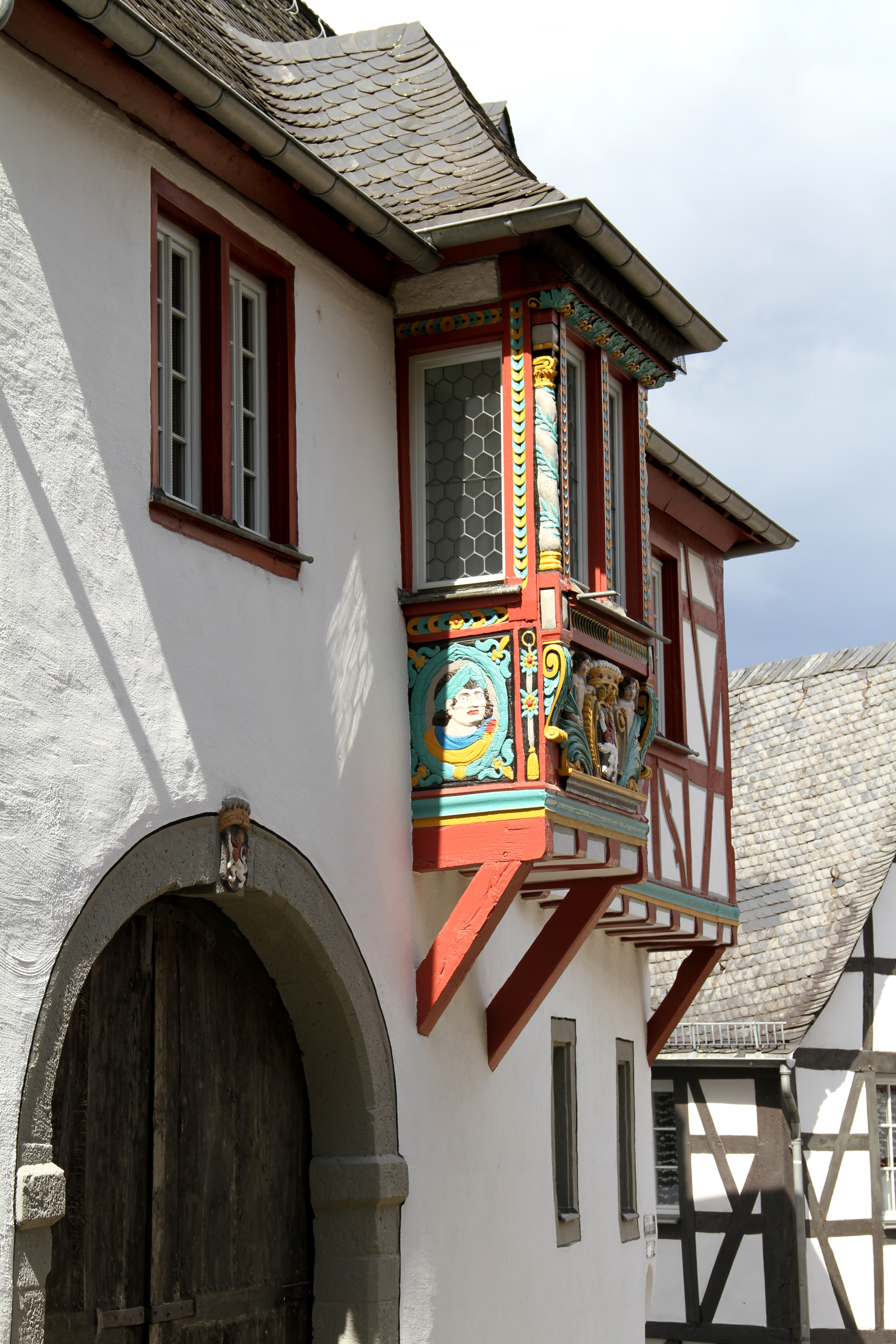
Erker